# Parona di Valpolicella
Parona di Valpolicella is een plaats (frazione) in de Italiaanse gemeente Verona.

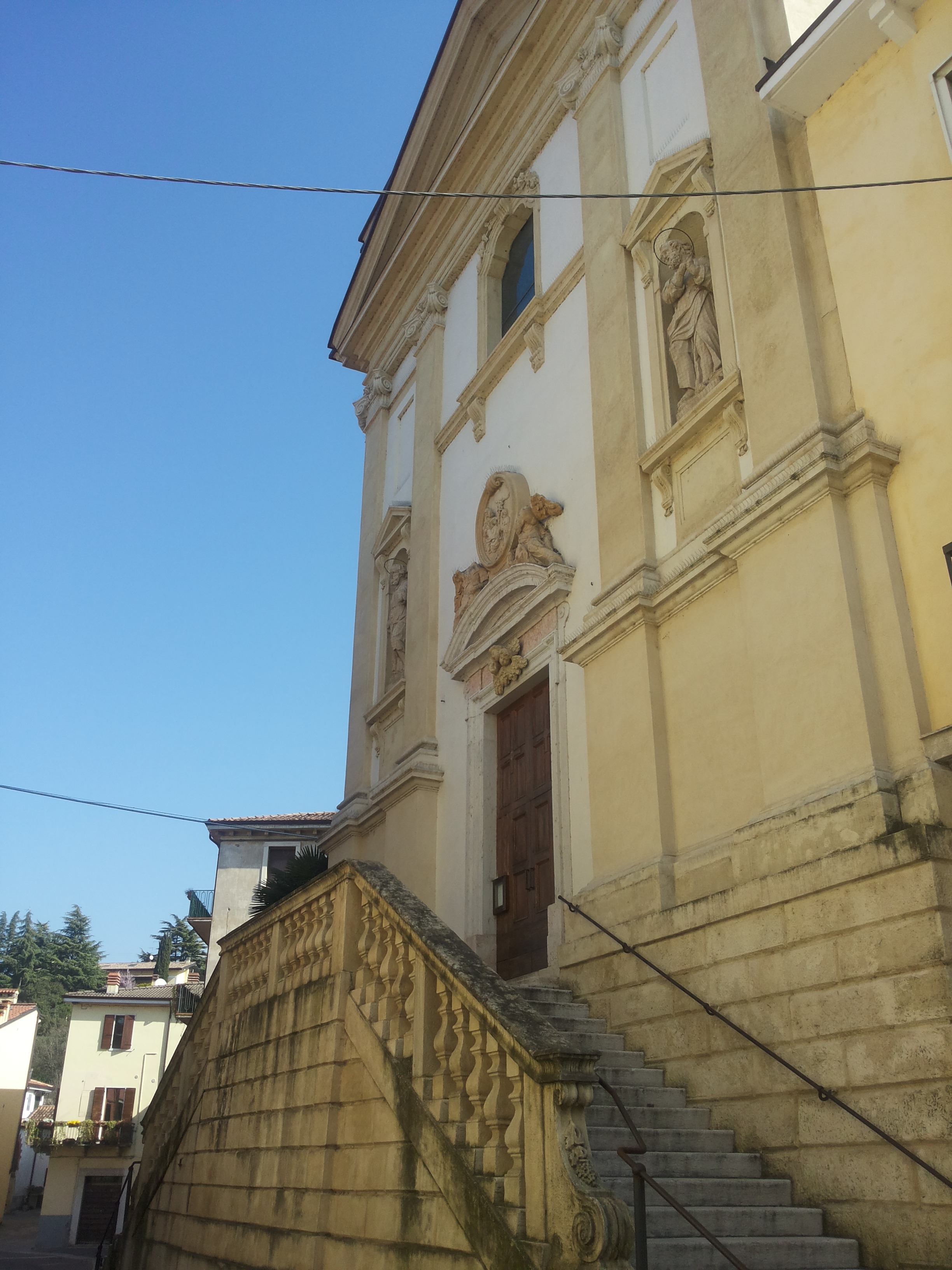
Kerk
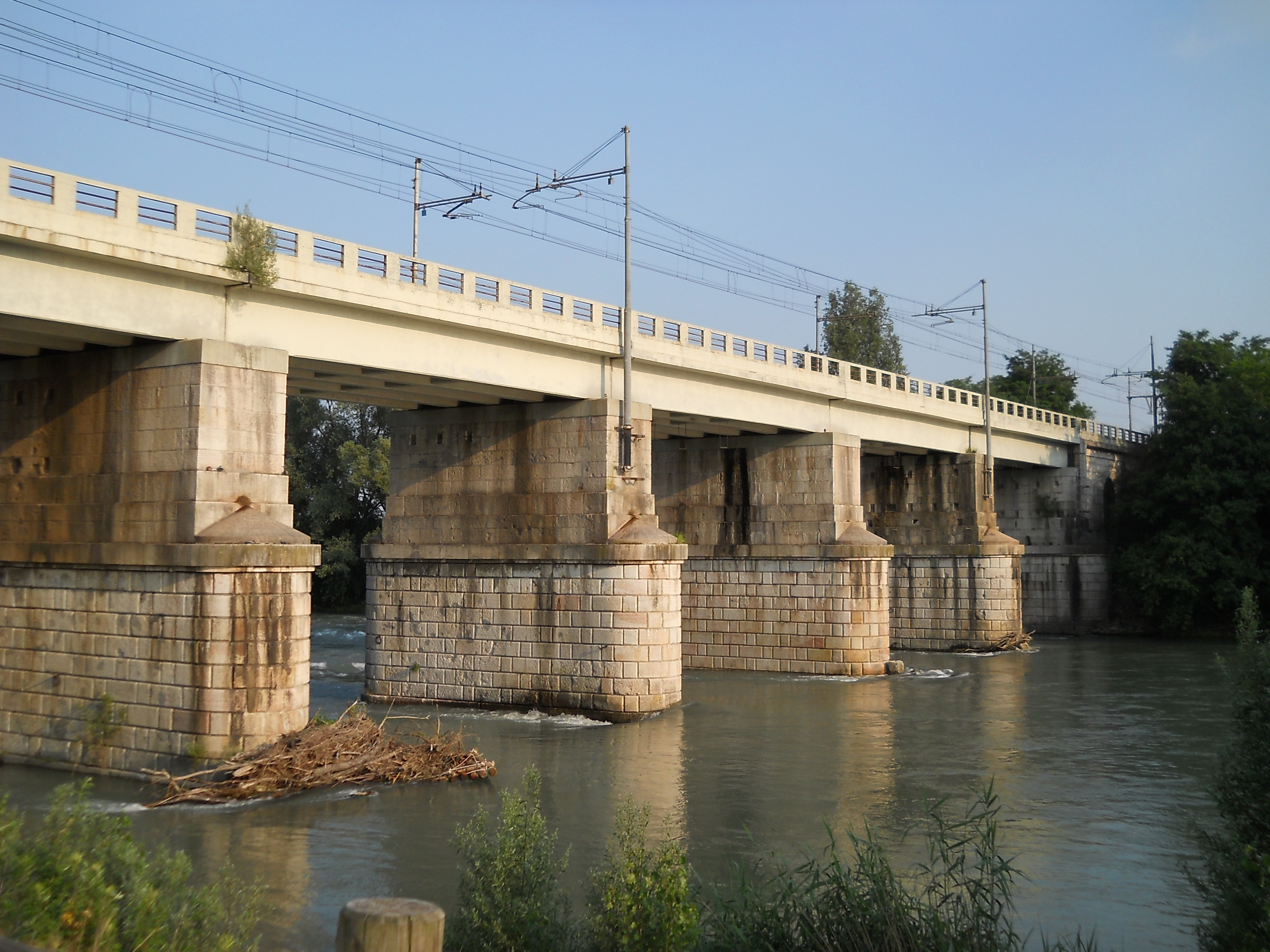
Brug